# المریا، بلیران
المریا، بلیران (به لاتین: Almeria, Biliran) یک سکونتگاه مسکونی در فیلیپین است که در بیلیران واقع شده‌است.

## خصوصیات
المریا ۵۷٫۴۶ کیلومترمربع مساحت و ۱۶٬۴۹۵ نفر جمعیت دارد.